# The Cure That Failed
The Cure That Failed è un cortometraggio muto del 1913 diretto da Mack Sennett e interpretato da Henry Lehrman, Fred Mace e Ford Sterling.

## Produzione
Il film fu prodotto dalla Keystone di Mack Sennett

## Distribuzione
Il film - un cortometraggio di 158,20 metri - uscì nelle sale il 13 gennaio 1913, distribuito dalla Mutual Film in programma con un altro cortometraggio (split reel) di Mack Sennett, How Hiram Won Out.